# Lobatsestadion
Het Lobatsestadion is een multifunctioneel stadion Lobatse, een stad in Botswana.
Het stadion, dat geopend is in 2010, wordt vooral gebruikt voor voetbalwedstrijden, de voetbalclub Extension Gunners maakt gebruik van dit stadion voor het spelen van hun thuiswedstrijden. Er is plaats voor 22.000 toeschouwers. Ook het nationale elftal speelt af en toe een wedstrijd in dit stadion.